# Lormes
Lormes is een gemeente in het Franse departement Nièvre (regio Bourgogne-Franche-Comté). De plaats maakt deel uit van het arrondissement Clamecy. Lormes telde op 1 januari 2022 1.259 inwoners.

## Geografie
De oppervlakte van Lormes bedroeg op 1 januari 2022 51,71 vierkante kilometer; de bevolkingsdichtheid was toen 24,3 inwoners per km².

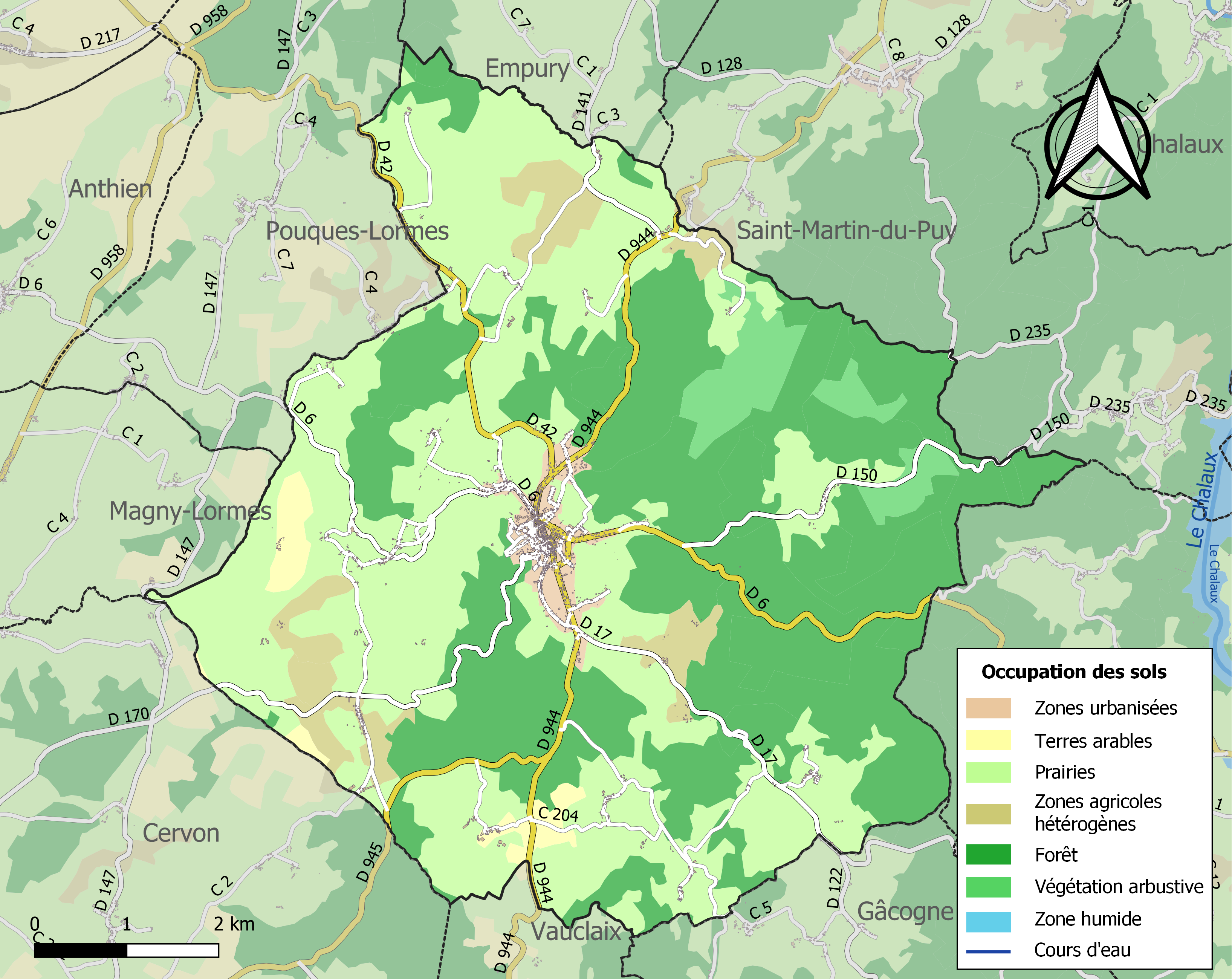
Kaart van de gemeente met de belangrijkste infrastructuur, bodemgebruik en omliggende gemeenten

## Demografie
Onderstaande figuur toont het verloop van het inwonertal (bron: INSEE-tellingen).

### Bezienswaardigheden

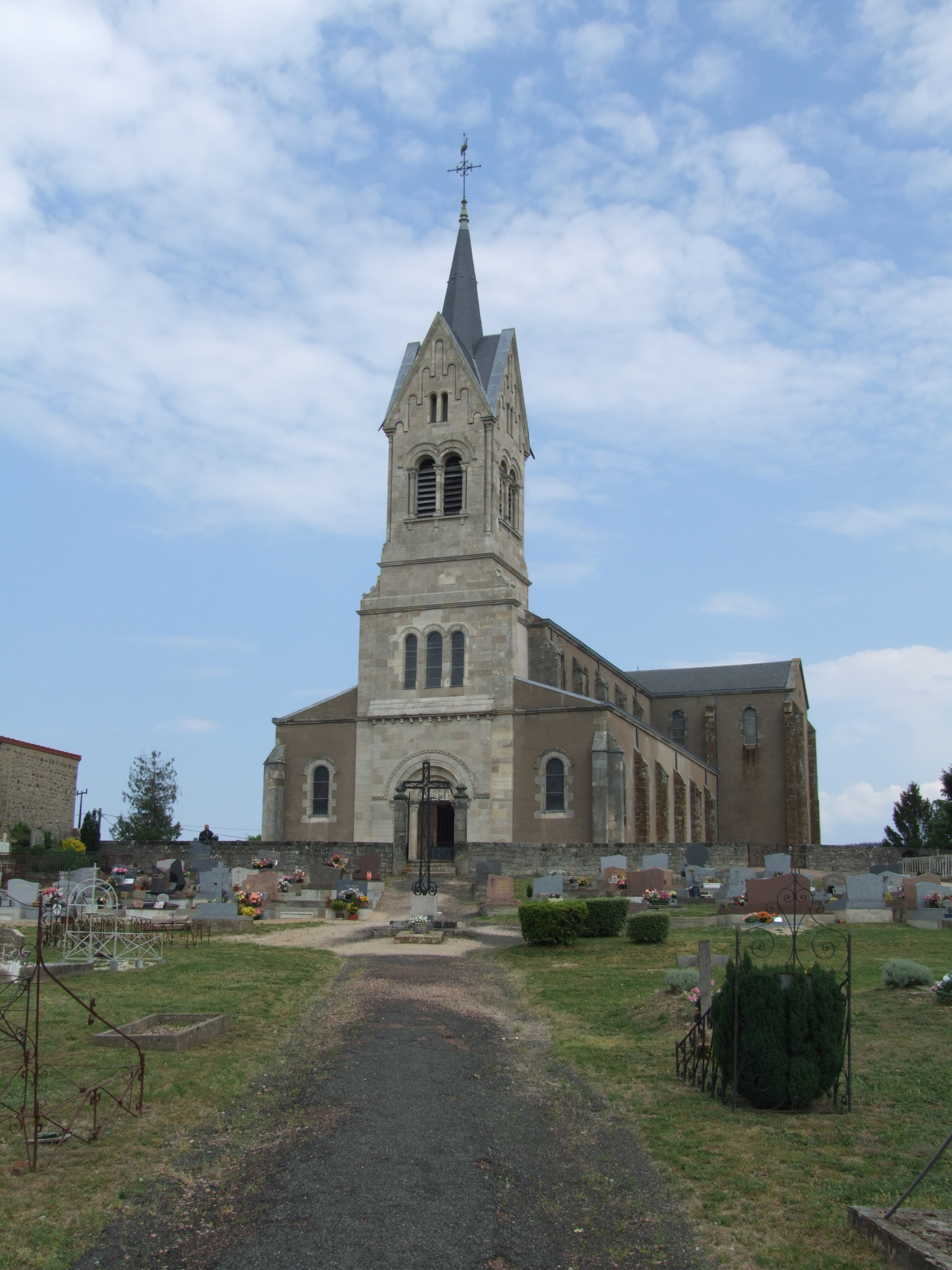
L'église Saint-Alban met het kerkhof van Lormes

- L'église Saint-Alban is een in neoromaanse stijl gebouwde kerk uit 1865.
- Les Promenades (cours du 11-Novembre) is een door oude linden omgeven plein uit 1832 waarop het monument aux morts, ter nagedachtenis aan de gesneuvelde militairen uit de 1ste en 2de wereldoorlog, is opgericht.
- Chapelle du Vieux Château (1647) is een kapel ter ere van Notre-Dame de Bon Secours, opgericht door de graven van Château-Chinon.
- Les gorges de Narvau is een wandelpad langs het riviertje Auxois.
- L’étang du Goulot is een recreatievijver met een aanliggende camping.
- Mont de la Justice (hoogte: 470 m) biedt een panorama over de vallei van de Yonne en de Morvan.
- Bascule (1926) voor het wegen van dieren tijdens marktdagen.